# MDC (groupe)
Pour les articles homonymes, voir MDC.

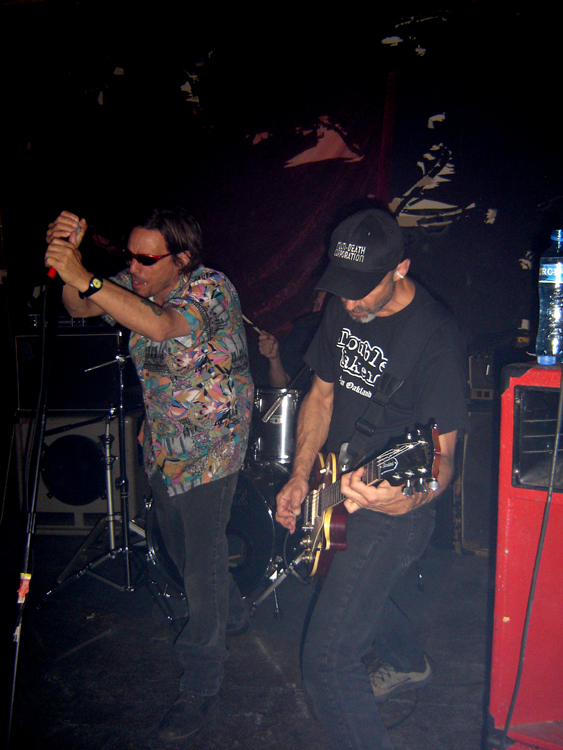
MDC sur scène à Leyde en 2006.

MDC est un groupe de punk hardcore et anarcho punk fondé à Austin en 1979, puis à San Fancisco.

## Histoire
Formé à l'origine sous le nom de The Stains avant de choisir MDC, le groupe a ensuite définit les initiales de "MDC" avec un sens différent à chaque nouvel enregistrement : Multi-Death Corporation, Millions of Dead Cops, Millions of Damn Christians…
Ils jouent une musique hardcore punk rapide et véhiculent des idéaux sociopolitiques d'extrême gauche, le chanteur Dave Dictor revendiquant les droits des animaux, les droits des homosexuels et transgenres, l'antiracisme et des convictions anticapitalistes.
MDC a finalement publié sur le label indépendant Alternative Tentacles de Jello Biafra, l'ancien chanteur des Dead Kennedys. Dans les années 1990, Dictor a publié des éditoriaux pour le fanzine Maximumrocknroll, distribué à l'échelle internationale. La formation initiale de MDC a pris fin en 1995 et le groupe a passé cinq ans en pause avant que Dictor ne revienne en 2000 avec de nouveaux membres.

## Discographie
La discographie de MDC est, :
- 1982 : Millions of Dead Cops (Beer City Records)
- 1986 : Smoke Signals (We Bite America)
- 1987 : This Blood's for You (MDC)
- 1989 : It's the Real Thing (Boner)
- 1989 : Elvis: In the Rheinland (Beer City Records / Destiny Records)
- 1989 : Metal Devil Cokes  (R Radical Records
- 1990 : Live In Maribor 9. 10. 1990 (Semaphore, Front Rock)
- 1991 : Hey Cop, If I Had a Face Like Yours... (Radical Records)
- 1993 : Shades of Brown (New Red Archives)
- 2004 : Magnus Dominus Corpus (Conveyor / Sudden Death)
- 2015 : Live at CBGB's 1983 (Beer City Records)
- 2017 : Mein Trumpf (Primordial Records)